# Marie Jepsen
Marie Jepsen (Nørre Nissum, 27 de marzo de 1940 – 20 de octubre de 2018) fue una política danesa, eurodiputada en el Parlamento Europeo por el Partido Popular de 1984 a 1994.

## Biografía
Jepsen trabajó como asistente técnica en Silkeborg desde 1963, localidad a la que se había trasladado tras casarse. Fue elegida para el Ayuntamiento de Silkeborg en 1978. En 1984, empezó a trabajar para el Ayuntamiento de Aarhus.
Jepsen fue elegida eurodiputada en las elecciones europeas de 1984 en las listas del Partido Popular Conservador. Afirmó que se presentó porque no había suficientes mujeres en la lista electoral. Y ganó las elecciones. Se adscribió a las filas de Demócratas Europeos, desempeñándose como vicepresidenta del grupo desde 1988 hasta 1992. Formó parte de varios comités durante su mandato, particularmente en la Comisión de Derechos de la Mujer y en la Comisión de Agricultura. También ostentó el cargo de primera subdirectora de la comisión de la Asociación Europea de Libre Comercio.
Fue reelegida en las elecciones europeas de 1989 y siguió trabajando en la misma línea durante su segunda legislatura, hasta 1994.
Marie Jepsen murió el 20 de octubre de 2018 a los 78 años.